# Петраково (Центральный сельсовет)
Петраково — деревня в Бабаевском районе Вологодской области.
Входит в состав Центрального сельского поселения, с точки зрения административно-территориального деления — в Центральный сельсовет.
Расположена на левом берегу реки Ножема. Расстояние по автодороге до районного центра Бабаево — 91,5 км, до центра муниципального образования деревни Киино — 3,5 км. Ближайшие населённые пункты — Апучево, Давыдово, Тарасово.
По данным переписи в 2002 году постоянного населения не было.